# Gwen Verdon
Gwen Verdon est une actrice, chanteuse et danseuse américaine née le 13 janvier 1925 à Culver City (Californie) et morte le 18 octobre 2000 à Woodstock (Vermont).
Ayant créé les rôles principaux de plusieurs comédies musicales à succès de Broadway dans les années 1950-1970 (Can-Can, Damn Yankees,Sweet Charity, Chicago…) qui lui ont valu quatre Tony Awards, elle a également été assistante à la chorégraphie au théâtre et au cinéma, notamment avec son deuxième mari, le réalisateur et chorégraphe Bob Fosse dont elle a perpétué la mémoire après sa mort.
En 2019, sa vie avec Bob Fosse est l'objet d'une série télévisée Fosse/Verdon avec Sam Rockwell et Michelle Williams.

## Biographie
Elle décédé d'une crise cardiaque[réf. souhaitée].

## Théâtre
- 1948 : Magdalena (assistante chorégraphe)
- 1950 : Alive and Kicking : danseuse et chanteuse
- 1953 : Can-Can : Claudine, Eve
- 1955 : Damn Yankees : Lola
- 1957 : New Girl in Town : Anna
- 1959 : Redhead : Essie Whimple
- 1966 : Sweet Charity : Charity
- 1972 : Children! Children! : Helen Giles
- 1975 : Chicago : Roxie Hart
- 1999 : Fosse (conseillère artistique)

## Filmographie partielle

### Cinéma
- 1951 : Sur la Riviera : danseuse (non créditée)
- 1951 : David et Bethsabée : danseuse (non créditée)
- 1953 : La Folle Aventure (The I Don't Care Girl) de Lloyd Bacon : danseuse (non créditée)
- 1953 : La Jolie Batelière (The Farmer Takes a Wife) d'Henry Levin
- 1955 : Les hommes épousent les brunes  : danseuse (non créditée)
- 1958 : Cette satanée Lola (Damn Yankees!) : Lola
- 1978 : Sgt. Pepper's Lonely Hearts Club Band (cameo)
- 1984 : Cotton Club : Tish Dwyer
- 1985 : Cocoon : Bess McCarthy
- 1987 : Nadine : Vera
- 1988 : Cocoon, le retour : Bess McCarthy Selwyn
- 1996 : Simples Secrets : Ruth

### Télévision
- 1996 : Coup de sang de Jonathan Kaplan : Saddie Truitt

## Distinctions

### Récompenses
- Theatre World Awards 1953  pour Can-Can
- Tony Awards 1954 : Meilleur second rôle féminin dans une comédie musicale pour Can-Can
- Tony Awards 1956 : Meilleure actrice dans une comédie musicale pour Damn Yankees
- Tony Awards 1958 : Meilleure actrice dans une comédie musicale pour New Girl in Town
- Tony Awards 1959 : Meilleure actrice dans une comédie musicale pour Redhead

### Nominations
- Laurel Awards 1958 :
  - Meilleure actrice dans un film musical pour Damn Yankees
  - Meilleur espoir féminin

- Tony Awards 1966 : Meilleure actrice dans une comédie musicale pour Sweet Charity

- Tony Awards 1976 : Meilleure actrice dans une comédie musicale pour Chicago

- Saturn Awards 1986 : Meilleure actrice dans un second rôle pour Cocoon

- Emmy Awards 1988 : Meilleure actrice invitée dans une série télévisée dramatique pour Magnum

- Emmy Awards 1993 :
  - Meilleure actrice invitée dans une série télévisée dramatique pour Homicide)
  - Meilleure actrice invitée dans une série télévisée comique pour Dream On

- Screen Actors Guild Awards 1997 :
  - Meilleure actrice dans un second rôle pour Simples Secrets
  - Meilleure distribution pour Simples Secrets (partagé)